# Estádio Municipal Manoel Ferreira Amorim
Estádio Municipal Manoel Ferreira Amorim – stadion piłkarski w São Miguel dos Campos (Alagoas, Brazylia), na którym swoje mecze rozgrywa klub Clube Esportivo Miguelense.